# 128022 Peterantreasian
128022 Peterantreasian este o planetă minoră (asteroid), cu un diametru de 4,437 km, din centura de asteroizi. A fost descoperită pe 2 mai 2003 la Catalina Station⁠(d) de Catalina Sky Survey. 
Obiectul prezintă o orbită caracterizată de o semiaxă mare de 2,5266155712779 UAi, o excentricitate de 0,23, o înclinație de 10 ° în raport cu ecliptica.